# Северна Косовска Митровица
Северна Косовска Митровица (позната и само као Северна Митровица; алб. Mitrovica e Veriut или Mitrovicë Veriore) обухвата део града Косовска Митровица северно од реке Ибар. То је дефакто главни град Северног Косова, региона у којем Срби већина.

## Историја
Северна Косовска Митровица је настала поделом општине Косовска Митровица на две дефакто општине, Јужну Косовску Митровицу са албанском већином и Северну Косовску Митровицу са српском етничком већином. Границу представља мост на Ибру.

## Географија/Демографија
Обухвата око 1/5 града Косовска Митровица где се налази 22.000 становника од којих су 19.000 Срби, 2.000 Албанци а 1.000 остале мањине. Налази се на левој страни Ибра.

## Култура и образовање
Северна Косовска Митровица је тренутно један од најзначајнијих политичких, образовних и здравствених центара за Србе на Косову. То је једина урбана средина на Косову где су Срби већина. У граду се налази Универзитет у Приштини који је пребачен из Приштине. Ту се такође налази клинички центар, који је једини здравствени центар за Србе на Косову. У Северној Косовској Митровици се налази црква Светог Димитрија.

## Спорт
Северна Косовска Митровица је седиште фудбалских клубова Трепча и Рудар.

## Политика
У Северној Косовској Митровици је седиште Скупштине Заједница општина Аутономне Покрајине Косова и Метохије која представља српске општине које одбијају једнострано проглашење независности Косова.

## Галерија
- Северна Косовска Митровица
- Црква Светог Димитрија
- Мост на Ибру
- Северни део Косовске Митровице
- Северни део Косовске Митровице
- Споменик српским жртвама рата на Косову и Метохију у Северној Косовској Митровици